# Nago Ryōin
Nago Ueekata Ryōin (名護 親方 良員) (? – 15 janvier 1597) aussi connu sous son nom de style chinois Ba Seiei (馬 世栄), est un aristocrate et fonctionnaire du gouvernement du royaume de Ryūkyū. Il est membre du Sanshikan de 1566 à 1592.